# Олена Пчилка
Олга Петривна Косач (укр. Ольга Петрівна Косач; 29. јун 1849 — 4. октобар 1930), познатија под псеудонимом Олена Пчилка (укр. Олена Пчілка), је била украјински издавач, писац, етнограф, тумач и грађански активиста. Сматра се најпознатијом украјинском песникињом. Била је сестра Михаила Драгоманова и мајка Лесје Украинке, Олге Косач Кривињук, Михајла Косача, Оксане Косач, Миколе Косача, Исидоре Косач Борисове и Јурија Косача.

## Биографија
Рођена је 29. јуна 1849. у Гадјачу, у породици локалног земљопоседника Петра Јакимовича Драхоманова. Основно образовање је стекла код куће. Завршила је интернат у Кијеву 1866. године. Удала се за Петра Антоновича Косача око 1868. године и убрзо се преселила у Новоград-Волински где је он радио. Убрзо су добили своје прво дете Лесју Украинку. Бележила је народне песме, народне обичаје и обреде и сакупљала је народне вишиванке у Волинији, а касније је објавила своје истраживање као и бројне радове.
Крајем августа 1903. године, заједно са ћерком, присуствовала је откривању споменика Ивану Котљаревском у Полтави, где је упознала Михаила Коцјубинског, Панаса Мирног, Михаила Старицког, Миколу Лисенка, Владимира Самиленка, Марка Кропивњицког и друге личности. Године 1913. Лесиа Украинка је умрла, Олена Пцхилка се преселила из Кијева у Гадиацх, и живеће у кући у којој је провела детињство.
Била је активна у феминистичком покрету, посебно у сарадњи са Наталијом Кобринском са којом је објавила алманах Pershyi Vinok у Лавову. На украјински језик је преводила многа дела, међу којима су радови Николаја Гогоља, Адама Мицкјевича, Александра Пушкина и других. Преминула је у Кијеву 4. октобра 1930.

## Публикације
Међу најистакнутијим њеним радовима су:
- Tovaryshky, 1887.
- Svitlo dobra i lyubovi, 1888.
- Soloviovyi spiv, 1889.
- Za pravdoyu, 1889.
- Artyshok, 1907.
- Pivtora oseledsya, 1908.
- представа Suzhena ne ohuzhena, 1881.
- представа Svitova rich, 1908.